# Thomas Ziegenfuß
Thomas Ziegenfuß (* 23. Juni 1958 in Recklinghausen) ist ein deutscher Arzt und Buchautor.

## Leben
Ziegenfuß bestand 1977 am Gymnasium Petrinum Recklinghausen das Abitur und studierte anschließend in Marburg und Göttingen Medizin. Nach Jahren der Tätigkeit als Chefarzt für Anästhesie und Intensivmedizin wurde er im Januar 2003 zum Ärztlichen Direktor des St. Josef Krankenhauses in Moers ernannt. Ziegenfuß ist Autor mehrerer medizinischer Bücher.

## Veröffentlichungen (Auswahl)
- Notfallmedizin, Springer, Heidelberg 1996, ISBN 3-540-67424-1
- Checklisten der aktuellen Medizin, Thieme, 1997, ISBN 3-13-109031-6
- Beatmung – Grundlagen und Praxis, Springer, Heidelberg 2003, ISBN 3-540-65436-4
- Checkliste Notfallmedizin, Thieme, Stuttgart 2004, ISBN 3-13-109033-2
- Die thrombozytäre Monoaminoxidase-Aktivität chronisch schizophrener Patienten, Dissertation, Marburg 1985